# Купонные распродажи
Купонные распродажи — направление в интернет-маркетинге, обеспечивающее для клиентов возможность получения значительных скидок на товары и услуги, а для заведений значительное расширение клиентской базы за счет предоставления больших скидок определенному минимальному числу клиентов, совершающих покупку единовременно. Функцию связного звена между продавцом и клиентом («купонщиком») на рынке коллективных покупок берут на себя купонные сайты, или сайты скидок, которые мотивируют поставщика услуг к предоставлению большой скидки и информируют потенциальных клиентов об акции на своих веб-страницах. В инструментарий купонных сайтов обычно включается система фильтрации предлагаемых акций по городам и категориям, упрощающая пользователю навигацию.
Залог успеха купонного сайта — это формирование широкого круга лояльных клиентов, которые, подписавшись на рассылку сайта, совершают покупки постоянно.

## Виды купонных распродаж
1. Стандартная — на товар нужно оставить заявку. После накопления определенного количества заявок собираются деньги, после чего осуществляется покупка и отгрузка товара.
Минус этой системы в том, что какой-то покупатель может не оплатить товар, а в этом случае страдает вся группа покупателей. Также требуется значительная организаторская работа. Однако для минимизации такого рода рисков работают специализированные форумы и системы заказов.
2. Купонная — для получения услуги по льготной цене необходимо, чтобы покупка достигла определенного объёма «Скидочных купонов», поэтому подобные системы предлагают купоны, которые позволяют получить услугу со значительной скидкой (например, купон за 50 рублей — право поесть в ресторане на 400 рублей). Если необходимое количество купонов на акцию продано, акция считается состоявшейся и купоном можно оплатить покупку. Если нет — деньги возвращаются покупателю, как правило на его счет в «личном кабинете».
3. Скидочная — магазины, чаще всего интернет-магазины, сами раздают купоны на скидки для дополнительного привлечения покупателей и создания оборота в моменты распродаж.

Существуют следующие виды купонов:
1. Пользователь покупает купон, например, за 150 рублей, а оплатить купоном можно сумму в 600 рублей. Такой купон ещё называют сертификатом.
2. Пользователь покупает купон на скидку, например, за 100 рублей и, при оплате счёта и предъявлении купона, получает скидку, например, 50 %.
3. Пользователь получает (например, по электронной почте) или находит на сайте купон на определенную скидку, который может указать при оформлении заказа в интернет-магазине.

## История купонных распродаж
Согласно одной из версий, родоначальником тренда купонных распродаж считается один из основателей компании Microsoft Пол Аллен, запустивший в 2000 году сайт онлайн-продаж «Мерката» (Mercata). Сайт реализовывал электронную технику, итоговая цена на которую уменьшалась в соответствии с увеличением количества посетителей, заявивших себя на покупку. Однако уже в 2001 году проект Mercata был свернут, так как он не мог конкурировать с такими гигантами, как например Amazon.com.
По другой версии, первопроходцами в области совместных покупок стали жители Китая, которые организовывали группы на покупку товаров для получения у продавца максимальной скидки. Модель групповых покупок в Китае остается очень популярной как среди местного населения, так и в предпринимательской среде.
Первым крупным сервисом купонных распродаж стал американский проект Groupon, запущенный в Чикаго в 2008 году. Уже в 2009 году Groupon продал более 4 млн купонов, за счёт чего компания получила $150 млн. В 2010 году ей был выкуплен аналогичный проект в России — Darberry, преобразованный в январе 2011 года в Groupon Russia.

## Описание процесса купонных распродаж
Войдя на сайт-купон и зарегистрировавшись, пользователь получает право приобрести купон, или ваучер, на выбранную акцию. Оплата услуги производится с помощью кредитной карты, электронных денег или других сервисов (например, с помощью платёжного терминала). В итоге на почтовый адрес пользователя приходит письмо со вложенным ваучером, который необходимо распечатать и предъявить в месте его реализации. Потребитель, выбравший акцию, может пригласить к участию в ней всех своих друзей и знакомых, тем самым ускоряя процесс достижения необходимого числа участников. Общение между потенциальными покупателями осуществляется посредством блогов и социальных сетей, где зачастую и набирается необходимая для организации коллективной покупки группа.
Совершая покупку купона, необходимо учитывать сроки его реализации, сроки проведения акции и максимальное количество купонов, которое может приобрести один покупатель. В случае, если до указанного срока количество покупателей не достигает нужной величины, коллективная покупка считается не состоявшейся, а держатель ваучера получает назад деньги.

## Статистика
Согласно РБК, динамика объёма рынка купонных распродаж России растёт в каждом месяце, составив в январе 2011 года 1541,7 млн руб., а в феврале 2011 года 1668,4 млн руб. По данным опроса начала 2011 года 12,8 % опрошенных пользовались услугами сайтов-купонов, а 43 % знают о существовании таких сервисов, но ещё не пользовались их предложениями. Средние затраты на покупку купонов по данным опрошенных, осуществивших покупку купона через интернет, составляют 350 руб., а средняя частота покупок для более половины таких покупателей — 1—3 раза в месяц. При этом из товаров на сайтах скидок чаще всего покупают косметику и парфюмерию, а из услуг — купоны на посещение ресторанов и кафе, а также билеты в кинотеатры и на мюзиклы, на третьем месте по услугам — купоны на стрижку в салоне красоты. По результатам этого же опроса при покупке купона опрошенные, в первую очередь, обращают внимание на размер скидки и только затем на необходимость покупки товара или услуги и на стоимость купона.